# Lee Yoon-ki
Lee Yoon-ki (* 1965 in Daejeon, Südkorea) ist ein südkoreanischer Filmregisseur und Drehbuchautor.

## Leben
Lee studierte an der University of Southern California Betriebswirtschaft und schloss das Fach mit der Magisterprüfung (MA) ab. nach seiner Rückkehr nach Südkorea wurde er Produzent und Regisseur in verschiedenen Kurzfilmen. Sein erster Spielfilm aus dem Jahre 2004 This Charming Girl mit der Schauspielerin Han Hyo-joo wurde 2005 international preisgekrönt. Lee führte bis heute in weiteren fünf Spielfilmen Regie.

## Filmografie
jeweils Regie mit den englischen Titeln:
- 2004: This Charming Girl, Regie und Drehbuch.
- 2005: Love Talk, Regie und Drehbuch.
- 2006: Ad-lib Night mit Han Hyo-joo.
- 2008: My Dear Enemy mit Jeon Do-yeon.
- 2011: Kommt Regen, kommt Sonnenschein mit Lim Su-jeong und Hyun Bin, Regie und Drehbuch.
- 2015: A Man and a Woman, Regie und Drehbuch.

## Preise und Nominierungen
- 2005: Netpac Award: Internationale Filmfestspiele Berlin.
- 2005: New Currents Award: Busan International Film Festival.
- 2005: Grand Jury Prize, World Cinema (Dramatic): Sundance Film Festival, sämtlich für This Charming Girl.
- 2005: Crystal Globe: Internationales Filmfestival Karlovy Vary, Tschechien für Love Talk.
- 2009: Best Director: Paksang Arts Awards für My Dear Enemy.
- 2011: Nominierung Internationale Filmfestspiele Berlin 2011 für Kommt Regen, kommt Sonnenschein.